# Evolução territorial do Brasil

Evolução territorial do Brasil (1534-1990)

A evolução territorial do Brasil remonta ao século XV, ao início da chamada Era dos Descobrimentos, quando se impôs a partilha das terras descobertas entre as monarquias ibéricas, pioneiras nas Grandes Navegações. A partir de então, a formação do território do Brasil sucede-se em uma série de iniciativas e questões, que culminam no início do século XX, com a definição das fronteiras terrestres, e prosseguem em nossos dias, no tocante à fixação das fronteiras marítimas, na questão denominada pela Marinha do Brasil como "Amazônia Azul".

## Pontos extremos
Os pontos extremos do território brasileiro são:
- Ao norte, a nascente do Rio Ailã, no Monte Caburaí, Estado de Roraima (5º 16' de latitude norte), na fronteira com a Guiana;
- Ao sul, o Arroio Chuí no Rio Grande do Sul (33º 45' de latitude sul), fronteira com o Uruguai;
- O extremo leste da parte contígua do Brasil é a Ponta do Seixas, em João Pessoa, na Paraíba (34º 47' de longitude oeste); porém, as ilhas oceânicas de Fernando de Noronha, Atol das Rocas, arquipélago de São Pedro e São Paulo, Trindade e Martim Vaz ficam ainda mais a leste, sendo o extremo leste absoluto (sub-mainland insular) do território brasileiro uma ponta sem nome na Ilha do Sul do arquipélago de Martim Vaz, a cerca de 28° 50' de longitude oeste;
- A oeste, a serra da Contamana ou do Divisor, no Acre (73º 59' de longitude oeste), na fronteira com o Peru.

## Fronteiras internacionais
O Brasil limita-se ao norte com a Guiana Francesa, o Suriname, a Guiana e a Venezuela; a noroeste, com a Colômbia; a oeste, com o Peru e a Bolívia; a sudoeste, com o Paraguai e a Argentina; ao sul, com o Uruguai e a leste com o Oceano Atlântico.

### História

#### Antecedentes

Formação do estado brasileiro (em verde escuro) e dos países sul-americanos desde 1700.

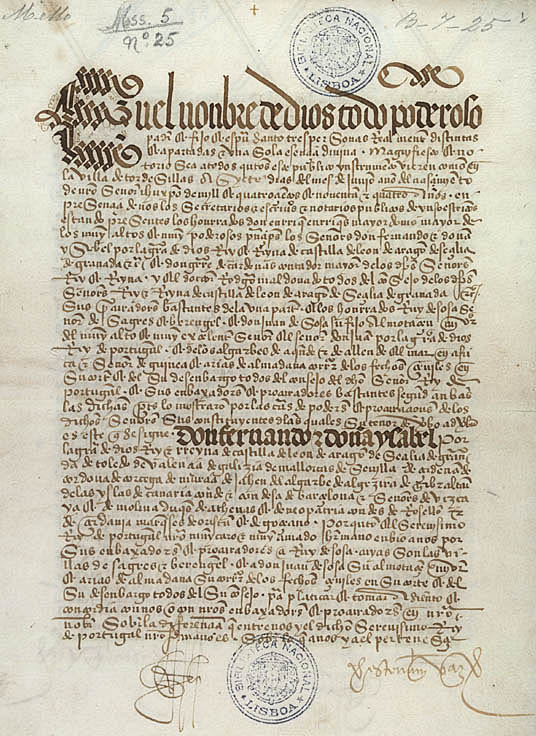
Página do Tratado de Tordesilhas.

Considerando-se como marco inicial da expansão marítima europeia a conquista de Ceuta, no norte da África, em 1415, a baixa lucratividade daquela conquista levou a que Portugal empreendesse a busca das fontes de ouro presumidas ao sul do deserto do Saara, projeto coordenado pelo Infante D. Henrique (1394-1460). As descobertas resultantes, os altos investimentos exigidos e o desejo da exclusividade dos lucros resultantes, diante da disputa com Castela, conduziram à mediação pela Santa Sé, verdadeira autoridade supranacional reconhecida pelos reinos cristãos. Desse modo, em janeiro de 1450 o Papa Nicolau V confirmou os direitos de Portugal a todas as terras novamente descobertas, concedendo ao Infante D. Henrique o monopólio da exploração até à Índia. A bula Romanus pontifex (8 de Janeiro de 1454), do mesmo pontífice, legitimou os objetivos expansionistas portugueses, definindo a conquista colonial como um instrumento da expansão do cristianismo, ao conceder ao rei de Portugal e ao Infante o direito a todas as suas conquistas marítimas, nomeadamente a Madeira, os Açores, Cabo Verde e São Tomé e Príncipe.
Uma nova etapa iniciou-se após a morte do Infante. Foi marcada pela negociação e assinatura do Tratado de Toledo (6 de Março de 1480), entre Afonso V de Portugal e os Reis Católicos, Fernando de Aragão e Isabel de Castela. Por este diploma, em troca da posse do arquipélago das Canárias para a Espanha, estes soberanos deixavam para Portugal todas as terras descobertas ou por descobrir das "Canárias para baixo, contra a Guiné". Este tratado confirmava o Tratado de Alcáçovas (ou das "Parcerias do Moura"), que encerrou a guerra dinástica na Península Ibérica (4 de Setembro de 1479) e foi ratificado pela bula Aeterni regis, do Papa Sisto IV (21 de Junho de 1481).
Um terceiro momento é definido após a descoberta de Cristóvão Colombo, a serviço dos Reis Católicos, em 1492. As incertezas decorrentes da posse dessas novas terras a Ocidente perturbaram o equilíbrio de poderes no Oceano Atlântico. Desse modo, a diplomacia espanhola obteve do Papa Alexandre VI (o aragonês Rodrigo Bórgia) uma série de Bulas:
- Eximiae devotionis e Inter cætera (3 de Maio de 1493), que concediam à Espanha o direito às terras não pertencentes aos príncipes cristãos;
- a segunda bula Inter cætera (4 de Maio de 1493), que concedia à Espanha as terras, descobertas e a descobrir, a oeste de um meridiano 100 léguas a oeste e ao meio-dia (sul) das ilhas dos Açores e Cabo Verde;
- Dudum siquidem (26 de Setembro de 1493), que confirma as bulas anteriores.

Insatisfeito com a arbitragem pontifícia, João II de Portugal negocia diretamente com os Reis Católicos e assina, na povoação castelhana de Tordesillas, o Tratado denominado oficialmente como "Capitulación de la partición del mar Oceano" (7 de Junho de 1494). Este novo diploma dividia o mundo descoberto e a descobrir, estabelecendo um meridiano a 370 léguas a oeste das ilhas de Cabo Verde entre as Coroas de Portugal (a quem cabia o Este) e da Espanha (a quem cabia o Oeste), preservando os interesses de cada uma das Coroas. Pelo novo Tratado, pertenceriam a Portugal parte das terras do Brasil, que só seriam descobertas seis anos mais tarde, em 1500. Assinado dois anos após o descobrimento da América por Colombo, e seis anos antes da descoberta do Brasil por Vicente Yáñez Pinzón, este diploma assegurava os interesses de Portugal no périplo africano e na descoberta do caminho marítimo para a Índia.
Embora o Tratado tenha sido aprovado pelo Papa Júlio II, em 1506, através da bula Ea quae pro bono pacis, os seus termos jamais foram reconhecidos pelas demais potências europeias, por ele excluídas das conquistas e riquezas do Novo Mundo. Adicionalmente, a indeterminação do meridiano e subsequentes conflitos gerados na América (pela posse da bacia do rio da Prata) e no Oceano Pacífico (pela posse das ilhas Molucas), levaram à aquisição das Ilhas Molucas (inclusive as Filipinas, Timor e Solor) por Portugal à Espanha através da Capitulação de Saragoça (23 de Abril de 1529).

#### América portuguesa

##### Do início da colonização à Dinastia Filipina

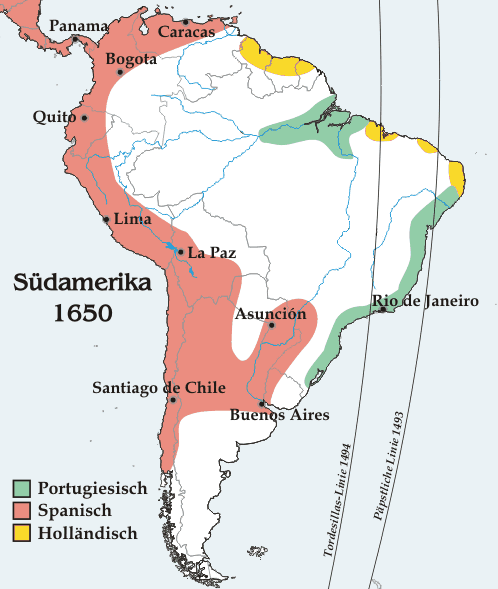
O meridiano mais oriental é definido pela Bula "Inter Coetera"; o mais ocidental pelo Tratado de Tordesilhas; a localização das cidades actuais é meramente indicativa

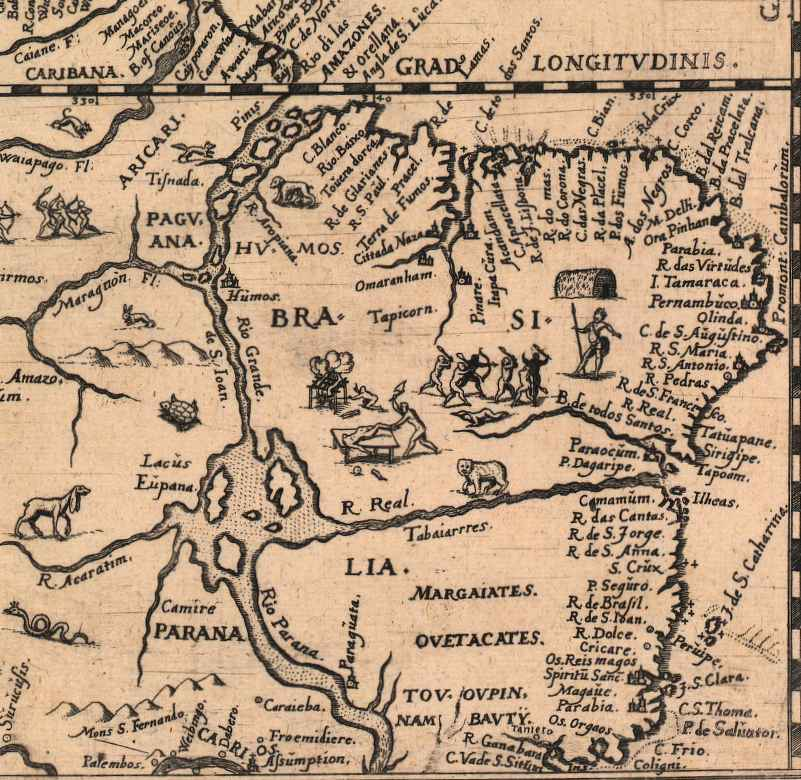
Mapa de 1602 traduzindo a concepção de "ilha-Brasil"

As oscilações que se observam na linha de Tordesilhas a partir do século XVI devem-se não apenas à imprecisão dos meios cartográficos da época, mas também a erros intencionais, de caráter político-ideológico. Da sua análise, percebe-se a existência de um projeto português que pretendia definir os limites do seu território americano pelo controle dos seus dois grandes cursos fluviais: o rio Amazonas ao norte e o rio da Prata, ao sul. Essa visão foi sustentada pelo historiador e diplomata Jaime Cortesão, que demonstrou que a cartografia portuguesa do Brasil refletiu a lenda de uma unidade territorial como uma grande ilha, envolvida pelas águas dos dois grandes rios, cujas fontes se situariam em um lago central, unificador. Desta forma, a união das duas grandes bacias hidrográficas possivelmente mostrava o desejo português de que o meridiano de Tordesilhas constituísse também uma fronteira natural. Mesmo que provado que a linha lindeira ficasse mais a leste, não se poderia discutir o fato "inquestionável" dos limites naturais.
A lenda da "Ilha Brasil" foi sendo progressivamente superada, à medida que se registrava a interiorização da colonização e principalmente pelas observações dos padres jesuítas Diogo Soares (1684-1748) e Domenico Capacci (1694-1736) na primeira metade do século XVIII.
Ainda com relação aos termos de Tordesilhas, os questionamentos das demais nações europeias no tocante ao domínio dos mares levará à disputa do litoral inicialmente com franceses, posteriormente com ingleses e neerlandeses, que se utilizarão largamente do corso, aliados ao não aos indígenas, como instrumento para obterem acesso às riquezas coloniais.
Dado o relativo insucesso das chamadas "expedições guarda-costas" de Cristóvão Jaques, a Coroa Portuguesa investe na colonização, recorrendo à fórmula já ensaiada com sucesso nas suas ilhas atlânticas: a implantação do sistema de Capitanias hereditárias com a introdução da cana-de-açúcar como gênero capaz de garantir suporte econômico à ocupação. O sistema, porém, malogrou, uma vez que somente as capitanias de Pernambuco e São Vicente prosperaram. Em 1549 é estabelecido o Governo Geral, com a criação de Salvador no ponto central da costa brasileira, um local que oferecia favoráveis condições de assentamento e defesa (relevo acidentado às margens de uma baía).
Durante a Dinastia Filipina (1580-1640), se por um lado cessam as disputas sobre as fronteiras terrestres, estas são dilatadas com a conquista do litoral da região Nordeste do Brasil em direção à foz do rio Amazonas, concluída com o estabelecimento do Forte do Presépio (1616) e em seguida, com a conquista da própria foz do Amazonas, campanha que se estenderá por cerca de uma década, entre 1625 e 1635. Em 1636 tem lugar a épica viagem de Pedro Teixeira que partindo de Belém do Pará sobe o curso do Amazonas alcançando Quito, no Equador. Ao mesmo tempo, registram-se:
- as invasões do Nordeste Brasileiro pelas forças da Companhia Neerlandesa das Índias Ocidentais, em duas vagas: 1624-1625 e 1630-1654.
- a conquista das reduções jesuíticas na bacia do rio Paraguai, no sul.

##### Da Dinastia de Bragança ao Tratado de Madrid
No contexto da Restauração da Independência Portuguesa, novas questões se colocam quanto às fronteiras do Brasil Colonial. Inicialmente é necessário fazer face à chamada "Insurreição Pernambucana". Para esse fim, foi assinado o Tratado de paz entre os Países Baixos e Portugal (Haia, 6 de Agosto de 1661). Por ele, os neerlandeses reconheceram formalmente a perda de suas possessões no Nordeste do Brasil e na costa ocidental africana (São Tomé e Príncipe e Luanda), em troca de uma indenização de quatro milhões de cruzados, da devolução da sua artilharia, da cessão de algumas colônias no Oriente e de vantagens comerciais.
Em 1668 estabelecia-se a paz com a Espanha, encerrando-se a Guerra da Restauração na Península. Uma década mais tarde, em 1678, a Coroa Portuguesa determina a ocupação da margem esquerda do Rio de Prata, que se materializa com o estabelecimento da Colónia do Sacramento (22 de Janeiro de 1680), reabrindo as disputas territoriais com a Espanha no sul da colónia. Com a sua conquista por tropas espanholas oriundas de Buenos Aires (7 de Agosto de 1680), o Tratado Provisional de Lisboa (7 de Maio de 1681) devolvia a Portugal a Colônia.
Poucos anos mais tarde, no extremo oposto da colónia, em Maio de 1697, tropas francesas sob o comando do marquês de Ferroles, governador da Guiana Francesa, invadiram a região do Amapá, conquistando os fortes de Macapá e do Araguari. No desenvolvimento do conflito, são assinados dois diplomas:
- Tratado Provisional e Suspensivo de Lisboa (4 de Março de 1700) - firmado entre Portugal e a França, declarou indefinida a posse das terras entre o Forte de Macapá e o rio Oiapoque (ou Vicente Pinzón), estipulando a demolição do Forte de Macapá e a do Forte do Araguari, e a retirada de tudo o que neles houvesse. Esse tratado jamais foi cumprido formalmente pela Coroa Portuguesa, em virtude de instruções secretas em contrário, transmitidas ao Governador e Capitão General do Pará, Fernão Carrilho.
- 1º Tratado de Utrecht (11 de Abril de 1713) - firmado entre a Grande Aliança (Inglaterra, Países Baixos e Áustria) e a França de Luís XIV, derrotada no contexto da Guerra da Sucessão Espanhola (1701-1713). Este diploma pretendeu estabelecer um sistema político europeu estável, baseado no equilíbrio de poder entre aquelas potências. Com o apoio da Inglaterra, João V de Portugal obteve, pelo artigo VIII do Tratado, que a França desistisse das suas pretensões às terras do Cabo Norte, e que o rio Oiapoque (ou Vicente Pinzón) passasse a ser a fronteira entre a Guiana Francesa e o Brasil.

A partir deste Tratado estreitou-se a relação entre Portugal e a Inglaterra, em processo idêntico ao que se registou entre a Espanha e a França. Deste modo, as nações ibéricas conseguirão manter os respectivos domínios coloniais face à rivalidade anglo-francesa durante todo o século XVIII, até ao Congresso de Viena (1815).
Ainda no contexto das negociações diplomáticas em Utrecht, é assinado um segundo diploma, entre Portugal e a Espanha, a 6 de Fevereiro de 1715, encerrando o conflito luso-espanhol. Por ele a Espanha devolveu a Portugal a Colônia do Sacramento (reconquistada pela Espanha em 1705).
Tendo o conflito se reacendido no sul da Colónia Brasileira, com o sítio Espanhol da Colónia do Sacramento desde 3 de Outubro de 1735, foi assinado um armistício, a 2 de Setembro de 1737, entre as duas Coroas.
Entretanto, o momento culminante da diplomacia envolvendo as fronteiras do Brasil Colônia, que lhe assegurou a atual configuração foi o Tratado de Madrid (13 de Janeiro de 1750). Firmado entre João V de Portugal e Fernando VI da Espanha para definir os limites entre as respectivas colônias sul-americanas, sucedeu a Bula "Inter Coetera" (1493), o Tratado de Tordesilhas (1494), a Capitulação de Saragoça (1529), o Tratado Provisional de Lisboa (1681), e o 2º Tratado de Utrecht (1715). Foi defendido por um diplomata português, porém nascido no Brasil, chamado Alexandre de Gusmão. Suas ideias influenciaram o Barão do Rio Branco, o "pai da diplomacia brasileira"; sendo  Gusmão considerado  o "avô dos diplomatas brasileiros". Partia das seguintes premissas:
- o Tratado de Tordesilhas jamais havia sido demarcado;
- as bandeiras de apresamento, especialmente durante a Dinastia Filipina (1580-1640), e as de prospecção mineral, alargaram o território brasileiro além do meridiano de Tordesilhas;
- a presença portuguesa na bacia do rio da Prata tornou-se ostensiva, a partir do estabelecimento da Colônia do Sacramento (1680).
- baseava-se no chamado Mapa das Cortes, privilegiando a utilização de acidentes naturais (rios e montanhas) para demarcação dos limites;
- consagrava o princípio do direito privado romano do "uti possidetis, ita possideatis" ("quem possui de fato, deve possuir de direito"), delineando os contornos aproximados do Brasil atual.

Pelos seus termos, Portugal entregava a Colônia do Sacramento à Espanha (art. XIII), recebendo os territórios do Sul, pela linha de [Monte] Castilhos Grande, às nascentes do rio Ibicuí, as Missões, a margem direita do rio Guaporé e cedendo o território ocidental do rio Japurá ao rio Amazonas e a navegação do rio Içá (Rio Putumayo) (art. XIV); complementarmente, em caso de guerra entre as Coroas de Portugal e da Espanha, na Europa, os seus vassalos na América do Sul permaneceriam em paz (art. XXI).

##### Do Tratado de Madrid à Independência
Na prática, as demarcações que deveriam ter tido lugar em virtude da assinatura do Tratado de Madrid jamais tiveram lugar. Por essa razão, uma série de diplomas se sucedeu, com variadas disposições:
O primeiro deles foi o Tratado de El Pardo (12 de Fevereiro de 1761), assinado entre José I de Portugal e Carlos III de Espanha no contexto do chamado Pacto de Família (15 de Agosto de 1761) que uniu os Bourbon da França, da Espanha, de Nápoles e de Parma e acirrou a tensão entre Portugal e a Espanha. Face às dificuldades nos trabalhos de demarcação de limites - a norte, na Amazônia, e a sul, com a eclosão da chamada Guerra Guaranítica (1753-1756) -, Portugal se recusou a tomar posse do território conflagrado dos Sete Povos das Missões, e se negou a devolver a Colônia do Sacramento à Espanha. O tratado anulou as disposições do Tratado de Madrid (1750), e deixou em suspenso as questões de limites na Colónia Brasileira.
Em seguida, foi importante para as fronteiras do Brasil o Tratado de Paris (10 de Fevereiro de 1763). Firmado entre a Inglaterra e a França, este diploma colocava fim à Guerra dos Sete Anos (1756-1763). Pelos seus termos, a França cedeu à Inglaterra as terras do Canadá, o vale do rio Ohio, e a margem esquerda do rio Mississipi, abdicando de qualquer pretensão na Índia, e a Espanha cedeu à Inglaterra a região da Flórida. Em virtude deste diploma, Portugal recebeu de volta a Colônia do Sacramento, conquistada pelos espanhóis desde 30 de Outubro de 1762, que, entretanto, permaneceram em posse de outras áreas na região do Rio Grande do Sul. Este tratado consolidou a supremacia inglesa nas relações internacionais.
A região da bacia do Prata, que na banda espanhola se mantivera como uma dependência do Vice-Reino do Peru, a partir de 1776 foi elevada a Vice-Reino do Rio da Prata. Com isso, até então dependente economicamente da rota de abastecimento do Pacífico (a partir da Espanha via istmo do Panamá, Oceano Pacífico e Chile), passou a utilizar a rota do Oceano Atlântico para o escoamento dos seus produtos (couros e charque). Nesse contexto ocorreu, em 1777, uma nova invasão espanhola que, sob o comando de D. Pedro de Cevallos, destruiu as fortificações da Colônia do Sacramento, obstruindo o seu porto, e conquistou a ilha de Santa Catarina (3 de Junho). Estas ações conduziram à assinatura do Tratado de Santo Ildefonso (1777), entre Maria I de Portugal e a Espanha. Pelos seus termos, restabeleceram-se as linhas gerais do Tratado de Madrid (1750) para a região Norte do Brasil e, na região Sul, onde a presença militar espanhola era mais forte, a Colônia do Sacramento, o território das Missões e parte do atual Rio Grande do Sul foram cedidos à Espanha, em troca da restituição da ilha de Santa Catarina a Portugal.
Posteriormente, no contexto das Guerras Napoleônicas, Portugal foi invadido por um exército franco-espanhol, no episódio conhecido como Guerra das Laranjas. Para encerrá-la, foi assinado o Tratado de Badajoz (5 de Junho de 1801) entre Portugal e a Espanha. Por este diploma, acordava-se a paz entre ambas as Coroas: a Espanha mantinha a praça-forte conquistada de Olivença (1801), na Península Ibérica (ver Questão de Olivença). Na América do Sul, Portugal permaneceu em poder dos territórios conquistados (as Missões e parte do atual Rio Grande do Sul), fixando a fronteira sul do Brasil na linha Quaraí-Jaguarão-Chuí. A Espanha continuou na posse da Colônia do Sacramento. Note-se que este tratado não ratificou o Tratado de Santo Ildefonso (1777), nem determinou restabelecer o "statu quo ante bellum".
Ainda no contexto das Guerras Napoleónicas, após a vinda da Família Real Portuguesa para o Brasil, deliberou-se a conquista da Guiana Francesa (1808, ocupada militarmente até 1817, após anos de negociação, já que os portugueses se recusaram em desocupar o território sem que se definisse previamente os limites definitivos. Nas negociações do tratado de Viena em 1815, ficou posteriormente estabelecido que Portugal deveria devolver o território conquistado à França. A diplomacia portuguesa contestou, no entanto, tal solução, principalmente pelo fato de parte da representação dos interesses lusitanos ter sido exercido pela Inglaterra. Portugal exigia uma indenização referente ao esforço militar de ocupação e definições precisas das fronteiras na região. O principal objetivo da Coroa Portuguesa era o de estabelecer limites territoriais seguros para a posse da foz do rio Amazonas.

#### Império do Brasil
Com a proclamação da Independência do Brasil (1822), a unidade territorial foi assegurada, internamente, no desenvolvimento da chamada Guerra da Independência (1823-1824). No plano externo, as fronteiras do novo país ficaram definidas pelo diploma que a reconheceu, o Tratado do Rio de Janeiro. Este diploma foi firmado entre o Brasil e Portugal, com a interveniência da Inglaterra. Pelos seus termos:
- João VI de Portugal cedeu a soberania ao Brasil, e tomou para si o título de Imperador, ao que Pedro I do Brasil, seu filho, anuiu;
- O soberano brasileiro prometeu não aceitar proposições de quaisquer colônias portuguesas para se unirem ao Império do Brasil;
- Estabeleceu a paz e a mais perfeita amizade (art. IV), definindo direitos dos súditos no outro país, e a restituição ou indenização de todos os bens confiscados ou destruídos durante a Guerra da Independência;
- Restabeleceu o comércio bilateral, taxado à base de 15% "ad valorem" sobre todas as mercadorias;

O diploma foi acompanhado pela chamada Convenção Pecuniária (ou Adicional), firmada na mesma data como se fosse um anexo ao Tratado, mas mantida em segredo para o público até à abertura da Assembleia Legislativa de 1826. Ela estabelecia um pagamento de dois milhões de libras esterlinas a título de indenização de reclamações do governo português (art. I).
Ambos os diplomas tiveram o mérito de restabelecer a paz e o comércio entre Brasil e Portugal, garantindo os interesses financeiros da Inglaterra e os interesses coloniais de Portugal na África. Por outro lado, à opinião pública brasileira desagradou o uso, por D. João VI de Portugal, do título de "Imperador do Brasil", e, sobretudo a partir de 1826, a divulgação dos termos da Convenção Pecuniária. Os limites territoriais do Brasil eram mantidos implicitamente, o que era ratificado pela Constituição brasileira de 1824.

Província Cisplatina, atual Uruguai

Ainda no contexto da Guerra da Independência, no tocante à província Cisplatina, o Tenente-general Carlos Frederico Lecor, barão da Laguna, entrou com as suas forças em Montevidéu (1824), obtendo que o cabildo da cidade jurasse a Constituição do Império, obtendo desse modo a sua anexação oficial ao Império do Brasil. Esta ocupação foi efêmera, uma vez que, tendo os seus interesses prejudicados localmente, muitos cisplatinos, com o apoio das Províncias Unidas do Rio da Prata (que também desejavam incorporar a Cisplatina) iniciaram conflitos (inclusive a guerra de corso) contra as forças brasileiras. Após diversos choques desfavoráveis ao Brasil, em 1828, com a intermediação do Reino Unido, uma Convenção Preliminar de Paz, ratificada nos anos seguintes, tratava do comum acordo de desistência das duas partes do controle da região e a independência da República Oriental do Uruguai.
À época do Segundo Reinado foi assinado o Tratado de limites entre o Brasil e o Uruguai (1851), acordando-os praticamente como o são hoje, sendo modificadas posteriormente apenas algumas disposições do mesmo.
Com relação às fronteiras com o Paraguai, estas foram estabelecidas ao final da Guerra da Tríplice Aliança (1864-1870) quando, em 1872, foi firmado um Tratado de Paz, no qual constavam os respectivos limites com o Brasil. Segundo o historiador brasileiro Hélio Vianna, este diploma respeitava os convênios da época colonial e reivindicava para o Brasil apenas as terras já ocupadas ou exploradas por portugueses e brasileiros.
No contexto da Guerra da Tríplice Aliança, com a assinatura do Tratado de Ayacucho (23 de Novembro de 1867), o Império do Brasil reconheceu a região do atual estado do Acre como pertencente à Bolívia e em troca, recebeu desta o sudoeste do Amazonas.

#### Período republicano
Após a Proclamação da República Brasileira (1889), os seus governantes defrontaram-se com a questão dos seus limites territoriais que, embora definidos pela Constituição brasileira de 1891, não se encontravam delimitados. Por essa razão, a chamada República Velha vê-se envolvida numa série de questões de limites, tendo o seu máximo expoente na figura de José Maria da Silva Paranhos Júnior, barão do Rio Branco. Foram essas questões:
- Questão da Zona de Palmas (ou das Missões) (1890-1895) — a Argentina reivindicava a região Oeste dos atuais estados de Santa Catarina foi entregue a países da região sul da América, mediante ordem do Congresso Nacional em 1888,do Paraná e de Santa Catarina, pretendendo as fronteiras pelos rios Chapecó e Chopim, supostamente com base no Tratado de Madrid (1750). Pouco antes da proclamação da República, ambos os países haviam acordado que o litígio seria solucionado por arbitramento. Nesse contexto, Quintino Bocaiúva, então Ministro das Relações Exteriores do Governo Provisório, assinou o Tratado de Montevidéu (25 de Janeiro de 1890), que dividia a região entre ambos. O Congresso Nacional Brasileiro não ratificou o Tratado (1891), e a questão foi submetida ao arbitramento do presidente estadunidense Grover Cleveland (1893-1897), cujo laudo foi inteiramente favorável ao Brasil (5 de Fevereiro de 1895), definindo-se as fronteiras pelos rio Peperiguaçu e Santo Antônio. Nesta questão, estreou como advogado do Brasil, a partir de 1893, o barão do Rio Branco, escolhido pelo presidente marechal Floriano Peixoto (1891-1894) para substituir o barão Aguiar de Andrade, falecido no desempenho da Questão. Rio Branco apresentou ao presidente Cleveland uma exposição, acompanhada de valiosa documentação, reunida em seis volumes: A questão de limites entre o Brasil e a República Argentina (1894).
- Questão do Amapá (1894-1900) — embora o 1º Tratado de Utrecht (1713) houvesse estabelecido os limites entre o Brasil e a Guiana Francesa pelo rio Oiapoque ou de Vicente Pinzón, esse limite havia sido contestado após a Revolução Francesa, sucessivamente pelo Diretório, pelo Consulado, e pelos impérios de Napoleão I e Napoleão III de França, sendo questionada a identidade daquele rio. A expansão colonialista europeia do final do século XIX suscitou novos conflitos na região, com o surgimento da República de Cunani e choques armados no rio Calçoene (1894). O Tratado de 10 de Abril de 1897 escolheu para árbitro da Questão o presidente do Conselho Federal Suíço, Walter Hauser. Os argumentos brasileiros foram expostos pelo barão do Rio Branco, encarregado em 1898 da Questão. A mesma já vinha sendo estudada informalmente pelo barão desde 1895 que, ao chegar a Berna, apresentou uma memória de sete volumes: A questão de limites entre o Brasil e a Guiana Francesa (1899-1900). A sentença arbitral, datada de 1 de Dezembro de 1900, foi favorável ao Brasil, mantendo-se a fronteira pelo rio Oiapoque. A popularidade de Rio Branco atingiu uma dimensão nacional, e ele assumiu a Pasta das Relações Exteriores (1902-1912).
- Questão da ilha da Trindade (janeiro de 1895–agosto de 1896) — a ilha da Trindade foi ocupada por forças do Almirantado britânico. Diante da reclamação diplomática brasileira, o "Foreign Office" informou que a ilha fora tida como abandonada, e que se pretendia a instalação de um cabo telegráfico submarino para Buenos Aires, na Argentina. O Brasil recusou o arbitramento do litígio, previsto inclusive pela Constituição de 1891, considerando que não havia o que contestar sobre a soberania brasileira da ilha. Diante do impasse aceitou, entretanto, a mediação diplomática de Portugal, uma vez que este país dispunha de documentação histórica sobre o descobrimento e posse da ilha, além de fortes relações com o Executivo britânico. A Grã-Bretanha desistiu de sua pretensão (3 de Agosto de 1896), desocupando a ilha.
- Questão do Acre (1899-1903) — o povoamento da região, no contexto do Ciclo da Borracha, foi feito por seringueiros com o apoio de seringalistas do Amazonas. O governo da Bolívia determinou a ocupação da região, levando à proclamação do Estado Independente do Acre pela população brasileira (1899), também com o apoio de seringalistas amazonenses. O processo foi liderado pelo jornalista espanhol Luis Gálvez Rodríguez de Arias, e o regime instaurado uma república, com capital em Puerto Alonso, atual Porto Acre. A questão agravou-se em 1901 com o arrendamento da região a um consórcio estadunidense: o "Bolivian Syndicate", com amplos poderes. O brasileiro José Plácido de Castro liderou uma nova reação, registrando-se choques armados que culminaram com a derrota das forças bolivianas (1902). Em função dos mesmos, tropas do Exército brasileiro concentraram-se em Corumbá. Na iminência de um conflito armado internacional, o Chanceler brasileiro, barão do Rio Branco, iniciou negociações com a Bolívia, tendo previamente indenizado a Companhia estadunidense em 110 mil libras esterlinas pelo abandono de suas pretensões. O Tratado de Petrópolis (17 de Novembro de 1903) encerrou a questão: mediante a retificação de pequenos trechos da linha de fronteira, o Brasil ficava com a região, mediante o pagamento de dois milhões de libras esterlinas e da construção da Estrada de Ferro Madeira-Mamoré. O Tratado do Rio de Janeiro (1909) incorporava o restante da região acriana ao Brasil, mediante a permuta de terras com o Peru.
- Questão do Pirara (1904) — no século XIX acentuou-se a presença inglesa na fronteira com Roraima, a pretexto da indefinição de fronteiras, e de proteção aos missionários britânicos na catequese de populações indígenas. Submetida ao arbitramento do rei Vítor Emanuel III da Itália, este dividiu a área pleiteada entre as partes (1904), cabendo a parte maior à Grã-Bretanha. Atuou como advogado pelo Brasil, Joaquim Nabuco.
- Limites com a Guiana Holandesa (1906) — os limites com a Guiana Holandesa foram fixados diretamente entre o barão do Rio Branco e o representante dos Países Baixos, Frederico Palm.
- Limites com a Colômbia (1907) — os limites com a Colômbia foram fixados através do Tratado de Limites e Navegação Fluvial em 1907.
- Limites com o Uruguai (1908) — por iniciativa do barão do Rio Branco, foi concedido ao Uruguai o condomínio da lagoa Mirim e do rio Jaguarão.
- Limites com o Peru (1909) — os limites com o Peru foram fixados através do Tratado do Rio de Janeiro (1909), baseado no princípio do uti possidetis.

## Evolução territorial do Brasil em mapas (1534–atual)

1534 - Capitanias hereditárias
1573 - Estado do Maranhão e Estado do Brasil
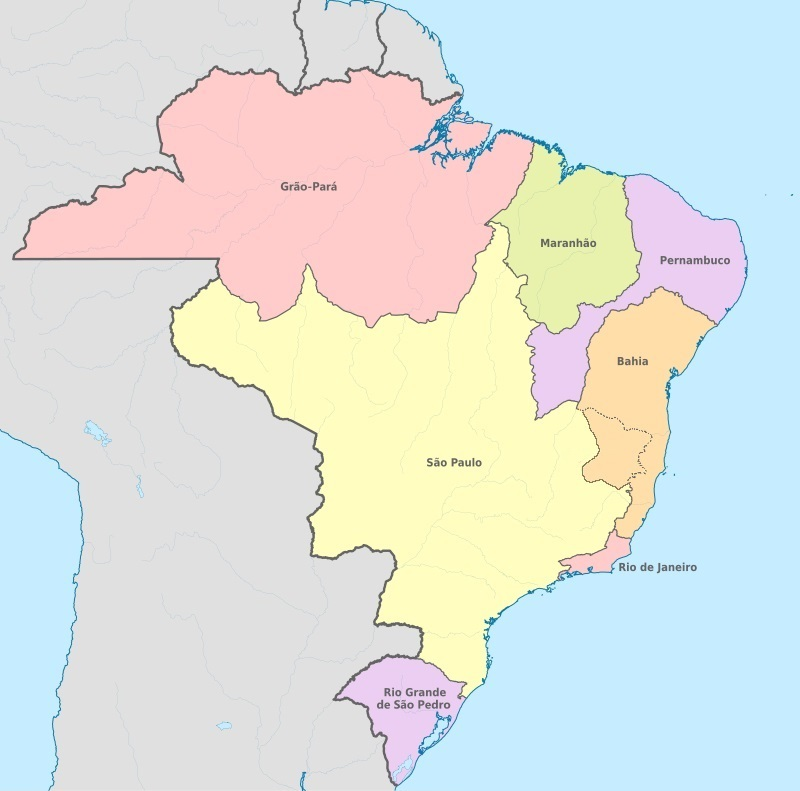
1709 - São Paulo no seu máximo tamanho

1750 - Depois do Tratado de Madrid
1817 - Depois da Revolução Pernambucana
1822 - Províncias Imperiais

1889 - Início da República
1943 - Territórios de fronteira
1988 - Configuração atual desde a promulgação da Constituição de 1988.